# Χ

Ji en una letra capital del Etymologicum Magnum (1499).

Ji (en mayúscula Χ, en minúscula χ; llamada en griego antiguo χ(ε)ῖ kh(e)î /kʰêː, kʰîː/, en griego moderno χι ji /çi/) es la vigésima segunda letra del alfabeto griego. Se romanizaba en latín como chi.
Los romanos la transliteraron con el dígrafo ch en palabras tales como: chorus, chaos, Christus, Charon (coro, caos, Cristo, Caronte, respectivamente) para representar el sonido [kʰ], oclusiva velar sorda aspirada, que tenía en griego antiguo. En griego moderno se pronuncia como [ç] (fricativa palatal sorda) antes de [e̞] o [i]; o como [x] (fricativa velar sorda) en cualquier otra posición.
En el sistema de numeración griega tiene un valor de 600 (Χʹ).

## Historia
Aparentemente, ji no se basa en una letra del alfabeto fenicio, como la mayoría de las demás letras griegas, sino que es una invención de los propios griegos. Por esta razón, se sitúa al final del alfabeto griego, después de las letras de génesis fenicia.
Ji se utilizaba en la mayoría de alfabetos locales arcaicos. Había dos formas comunes para representar su sonido: una con forma de cruz, como la actual equis del alfabeto latino, y otra a su vez más parecida a la letra psi. Sin embargo, algunos alfabetos locales, como los de Thera y Milo, no tenían ji, por lo que su sonido estaba representada por kapa más heta.
Sin embargo, en algunos alfabetos griegos occidentales, como el alfabeto eubeo, Χ representaba el sonido del grupo consonántico /ks/. Es por ello que en el alfabeto latino la letra X tiene este sonido. En el alfabeto cirílico, que fue creado mucho tiempo después, Х tiene el sonido del griego moderno y su nombre se pronuncia «ja».  

### Variantes epigráficas
En las fuentes epigráficas arcaicas aparecen las siguientes variantes:

## Uso

### En griego
Su valor en el griego antiguo era una oclusiva velar sorda aspirada /kʰ/ (en el alfabeto griego occidental: /ks/).
En el griego koiné y en los dialectos posteriores se convirtió en una fricativa ([x]/[ç]), igual que también lo hicieron Θ y Φ.
En griego moderno, tiene dos pronunciaciones distintas: delante de las vocales alta o anteriores (/e/ o /i/) se pronuncia como una fricativa palatal sorda [ç], como en el alemán ich o como la h en algunas pronunciaciones de las palabras inglesas hew y human. Delante de vocales bajas o posteriores (/a/, /o/ o /u/) y de consonantes, se pronuncia como una fricativa velar sorda ([x]), como en el alemán ach.
En el numeración griega tiene un valor de 600.

#### Transliteración
La antigua forma latina de transcribir esta letra es como ⟨ch⟩, ya que la C en latín antiguo se pronunciaba /k/ y en griego antiguo Χ se pronunciaba una k aspirada (/kʰ/). Por ello, helenismos antiguos como Κρόνος o Χάος, pasaron al latín como Chronos y Chaos. En español, la ortografía eliminó la H de estas palabras (que originalmente denotaba la aspiración) convirtiéndolas en Cronos y Caos, puesto que en español la aspiración de consonantes no es significativa y además se confundiría con el sonido de che en palabras como «noche» o «chocolate».
No obstante, en otros idiomas, como el francés y el inglés, sí se mantiene la transcripción etimológica ⟨ch⟩, pero a veces se utiliza ⟨kh⟩.
En español, lo adecuado para palabras griegas modernas es transcribirlo como J, ya que es el sonido de esta letra en griego moderno. Además, en griego moderno, a menudo se romaniza también como ⟨h⟩ o ⟨x⟩ en la escritura informal.

### Como símbolo
La ji minúscula (χ) es usada para simbolizar:
- En probabilidad y estadística, las distribuciones de Pearson o ji-cuadrado (χ²).
- La fracción molar en mezclas (moles de soluto/moles totales de la disolución).
- En el sistema de numeración griega tiene un valor de 600 (χʹ). Un ejemplo de uso conocido de esta numeración es el Número de la Bestia, en el Apocalipsis de San Juan, donde aparece como χξςʹ (ji, xi, stigma), que representa el valor 666.[10]
- En electroestática, la susceptibilidad eléctrica, una constante que relaciona la fuerza del campo electroestático con el momento dipolar por unidad de volumen (también llamado polarización eléctrica inducida) y la permitividad del vacío.

## Unicode
- Griego[11]

| Carácter      | Χ                        | Χ                        | χ                      | χ                      | ᵡ                         | ᵡ                         | ᵪ                                | ᵪ                                | ☧           | ☧        |
| ------------- | ------------------------ | ------------------------ | ---------------------- | ---------------------- | ------------------------- | ------------------------- | -------------------------------- | -------------------------------- | ----------- | -------- |
| Unicode       | GREEK CAPITAL LETTER CHI | GREEK CAPITAL LETTER CHI | GREEK SMALL LETTER CHI | GREEK SMALL LETTER CHI | MODIFIER LETTER SMALL CHI | MODIFIER LETTER SMALL CHI | GREEK SUBSCRIPT SMALL LETTER CHI | GREEK SUBSCRIPT SMALL LETTER CHI | CHI RHO     | CHI RHO  |
| Codificación  | decimal                  | hex                      | decimal                | hex                    | decimal                   | hex                       | decimal                          | hex                              | decimal     | hex      |
| Unicode       | 935                      | U+03A7                   | 967                    | U+03C7                 | 7521                      | U+1D61                    | 7530                             | U+1D6A                           | 9767        | U+2627   |
| UTF-8         | 206 167                  | CE A7                    | 207 135                | CF 87                  | 225 181 161               | E1 B5 A1                  | 225 181 170                      | E1 B5 AA                         | 226 152 167 | E2 98 A7 |
| Ref. numérica | &#935;                   | &#x3A7;                  | &#967;                 | &#x3C7;                | &#7521;                   | &#x1D61;                  | &#7530;                          | &#x1D6A;                         | &#9767;     | &#x2627; |
| Ref. entidad  | &Chi;                    | &Chi;                    | &chi;                  | &chi;                  |                           |                           |                                  |                                  |             |          |
| DOS Greek     | 148                      | 94                       | 173                    | AD                     |                           |                           |                                  |                                  |             |          |
| DOS Greek-2   | 210                      | D2                       | 243                    | F3                     |                           |                           |                                  |                                  |             |          |
| Windows 1253  | 214                      | D6                       | 246                    | F6                     |                           |                           |                                  |                                  |             |          |
| TeX           |                          |                          | \chi                   | \chi                   |                           |                           |                                  |                                  |             |          |

- Copto

| Carácter      | Ⲭ                         | Ⲭ                         | ⲭ                       | ⲭ                       | ⳩                     | ⳩                     |
| ------------- | ------------------------- | ------------------------- | ----------------------- | ----------------------- | --------------------- | --------------------- |
| Unicode       | COPTIC CAPITAL LETTER KHI | COPTIC CAPITAL LETTER KHI | COPTIC SMALL LETTER KHI | COPTIC SMALL LETTER KHI | COPTIC SYMBOL KHI RHO | COPTIC SYMBOL KHI RHO |
| Codificación  | decimal                   | hex                       | decimal                 | hex                     | decimal               | hex                   |
| Unicode       | 11436                     | U+2CAC                    | 11437                   | U+2CAD                  | 11497                 | U+2CE9                |
| UTF-8         | 226 178 172               | E2 B2 AC                  | 226 178 173             | E2 B2 AD                | 226 179 169           | E2 B3 A9              |
| Ref. numérica | &#11436;                  | &#x2CAC;                  | &#11437;                | &#x2CAD;                | &#11497;              | &#x2CE9;              |

- Latino (AFI)

| Carácter      | Ꭓ                        | Ꭓ                        | ꭓ                      | ꭓ                      | ꭔ                                          | ꭔ                                          | ꭕ                                          | ꭕ                                          |
| ------------- | ------------------------ | ------------------------ | ---------------------- | ---------------------- | ------------------------------------------ | ------------------------------------------ | ------------------------------------------ | ------------------------------------------ |
| Unicode       | LATIN CAPITAL LETTER CHI | LATIN CAPITAL LETTER CHI | LATIN SMALL LETTER CHI | LATIN SMALL LETTER CHI | LATIN SMALL LETTER CHI WITH LOW RIGHT RING | LATIN SMALL LETTER CHI WITH LOW RIGHT RING | LATIN SMALL LETTER CHI WITH LOW LEFT SERIF | LATIN SMALL LETTER CHI WITH LOW LEFT SERIF |
| Codificación  | decimal                  | hex                      | decimal                | hex                    | decimal                                    | hex                                        | decimal                                    | hex                                        |
| Unicode       | 42931                    | U+A7B3                   | 43859                  | U+AB53                 | 43860                                      | U+AB54                                     | 43861                                      | U+AB55                                     |
| UTF-8         | 234 158 179              | EA 9E B3                 | 234 173 147            | EA AD 93               | 234 173 148                                | EA AD 94                                   | 234 173 149                                | EA AD 95                                   |
| Ref. numérica | &#42931;                 | &#xA7B3;                 | &#43859;               | &#xAB53;               | &#43860;                                   | &#xAB54;                                   | &#43861;                                   | &#xAB55;                                   |

- Matemáticas

| Carácter      | 𝚾                             | 𝚾                             | 𝛘                           | 𝛘                           | 𝛸                               | 𝛸                               | 𝜒                             | 𝜒                             | 𝜲                                    | 𝜲                                    | 𝝌                                  | 𝝌                                  |
| ------------- | ----------------------------- | ----------------------------- | --------------------------- | --------------------------- | ------------------------------- | ------------------------------- | ----------------------------- | ----------------------------- | ------------------------------------ | ------------------------------------ | ---------------------------------- | ---------------------------------- |
| Unicode       | MATHEMATICAL BOLD CAPITAL CHI | MATHEMATICAL BOLD CAPITAL CHI | MATHEMATICAL BOLD SMALL CHI | MATHEMATICAL BOLD SMALL CHI | MATHEMATICAL ITALIC CAPITAL CHI | MATHEMATICAL ITALIC CAPITAL CHI | MATHEMATICAL ITALIC SMALL CHI | MATHEMATICAL ITALIC SMALL CHI | MATHEMATICAL BOLD ITALIC CAPITAL CHI | MATHEMATICAL BOLD ITALIC CAPITAL CHI | MATHEMATICAL BOLD ITALIC SMALL CHI | MATHEMATICAL BOLD ITALIC SMALL CHI |
| Codificación  | decimal                       | hex                           | decimal                     | hex                         | decimal                         | hex                             | decimal                       | hex                           | decimal                              | hex                                  | decimal                            | hex                                |
| Unicode       | 120510                        | U+1D6BE                       | 120536                      | U+1D6D8                     | 120568                          | U+1D6F8                         | 120594                        | U+1D712                       | 120626                               | U+1D732                              | 120652                             | U+1D74C                            |
| UTF-8         | 240 157 154 190               | F0 9D 9A BE                   | 240 157 155 152             | F0 9D 9B 98                 | 240 157 155 184                 | F0 9D 9B B8                     | 240 157 156 146               | F0 9D 9C 92                   | 240 157 156 178                      | F0 9D 9C B2                          | 240 157 157 140                    | F0 9D 9D 8C                        |
| Ref. numérica | &#120510;                     | &#x1D6BE;                     | &#120536;                   | &#x1D6D8;                   | &#120568;                       | &#x1D6F8;                       | &#120594;                     | &#x1D712;                     | &#120626;                            | &#x1D732;                            | &#120652;                          | &#x1D74C;                          |

| Carácter      | 𝝬                                        | 𝝬                                        | 𝞆                                      | 𝞆                                      | 𝞦                                               | 𝞦                                               | 𝟀                                             | 𝟀                                             |
| ------------- | ---------------------------------------- | ---------------------------------------- | -------------------------------------- | -------------------------------------- | ----------------------------------------------- | ----------------------------------------------- | --------------------------------------------- | --------------------------------------------- |
| Unicode       | MATHEMATICAL SANS-SERIF BOLD CAPITAL CHI | MATHEMATICAL SANS-SERIF BOLD CAPITAL CHI | MATHEMATICAL SANS-SERIF BOLD SMALL CHI | MATHEMATICAL SANS-SERIF BOLD SMALL CHI | MATHEMATICAL SANS-SERIF BOLD ITALIC CAPITAL CHI | MATHEMATICAL SANS-SERIF BOLD ITALIC CAPITAL CHI | MATHEMATICAL SANS-SERIF BOLD ITALIC SMALL CHI | MATHEMATICAL SANS-SERIF BOLD ITALIC SMALL CHI |
| Codificación  | decimal                                  | hex                                      | decimal                                | hex                                    | decimal                                         | hex                                             | decimal                                       | hex                                           |
| Unicode       | 120684                                   | U+1D76C                                  | 120710                                 | U+1D786                                | 120742                                          | U+1D7A6                                         | 120768                                        | U+1D7C0                                       |
| UTF-8         | 240 157 157 172                          | F0 9D 9D AC                              | 240 157 158 134                        | F0 9D 9E 86                            | 240 157 158 166                                 | F0 9D 9E A6                                     | 240 157 159 128                               | F0 9D 9F 80                                   |
| Ref. numérica | &#120684;                                | &#x1D76C;                                | &#120710;                              | &#x1D786;                              | &#120742;                                       | &#x1D7A6;                                       | &#120768;                                     | &#x1D7C0;                                     |